# Dritter Pfennig
Der dritte Pfennig war eine im Mittelalter unter Kaiser Sigismund im Reich eingeführte Steuer, die Juden entrichten mussten.
Zwischen 1442 und 1445 versuchte noch einmal Friedrich III. als Krönungsehrung den dritten Pfennig von den Juden im Reich zu erheben. Da das Unternehmen unter Friedrich III. zunächst erfolglos verlief, wurde die Erhebung der Steuer an königliche Kommissare übertragen.